# Domenico Bagutti
Domenico Bagutti (* 1760 in Rovio; † 1837 ebenda) war ein aus dem Tessin stammender Stuckateur, der auch als Bildhauer und Architekt tätig wurde. Er war der Sohn von Bartolomeo Bagutti.

## Leben und Wirken
Bagutti war ursprünglich zum Stuckateur ausgebildet. Er verließ seinen Heimatort und arbeitete von etwa 1791 bis 1808 in Barcelona für Joan Antoni Desvalls i d’Ardena. Dort schuf er nach den Vorstellungen seines Auftraggebers gemeinsam mit Joseph Delvalet den klassizistischen Teil des Laberint d’Horta genannten Gartens. Auf ihn geht auch der Hecken-Irrgarten zurück, dessen ursprünglicher Grundriss noch erhalten ist.
Nach 1808 war Bagutti offenbar wieder in Rovio tätig. Dort erstellte er Stuckaturen in der Kapelle der Madonna di Savona. Ferner stammt die Stuckkanzel der Armenseelenkapelle in der Pfarrkirche Santo Stefano von ihm.